# Szejádó
A szejádó (burmai: ဆရာတော် IPA: [sʰəjàdɔ̀] — szó szerint: királyi tanító) kolostor vezető szerzetese vagy apátja. Némely megkülönböztetett szejádó megnevezése szejádódzsí (burmai: ဆရာတော်ကြီး, tiszteletteljes cím). Korábban a címet azok az idősebb szerzetesek viselték, akik a burmai királyokat tanították. Ezek lehettek a buddhista dhamma tanítói, illetve meditációs mesterek.
A Burmai buddhizmusban többféle tiszteletteljes címet használnak a buddhista szerzetesekre.  A leggyakrabban használt kifejezések a "Bhaddanta", az "Asin", a "Sin", az "Ú", az "Upazin", a "Szejádó" és a "Szejádódzsí". Ezeket ún. honorifikumként használják burmai páli szerzetesnevek előtt.
A szejádóknak a saját dharma nevük-ön (burmai: ဘွဲ့), vagyis szerzetesnevükön kívül vagy helyett pl. teljes nevük részét képezheti vagy kolostoruk, vagy pedig a település neve, ahol működtek, ill. működnek. Így a Tiszteletreméltó Mingun Szejádó U Vicsittaszárábhivamszát, a ranguni hatodik buddhista zsinat egyik fő közreműködőjét a következőképpen szokás említeni:
- Mingun Szejádó (utalva a saját kolostorára Mingun városban)
- Ú Vicsittaszárábhivamsza (ez az eredeti szerzetesneve, a tiszteletet kifejező "Ú" — burmai: ဦး — előtaggal, melyet mindig fel kell tünteti; az "-abhivamsza" utótag egyfajta "tudományos fokozat" a burmai Szanghában, megfelelő vizsgák sikeres letétele után vehetik csak fel)
- Szejádó Ú Vicsittaszárábhivamsza (a "szejádó" itt már azt jelzi, hogy szerzetestanár, ill. hogy egy kolostor élén áll)
- Mingun Szejádó Ú Vicsittaszárábhivamsza
- Tipitaka Szejádó Ú Vicsittaszárábhivamsza
- Tipitakadhara Dhammabhandakarika Szejádó U Vicsittaszárábhivamsza (jelentése: "a Tripitaka hordozója" és a "a Dhamma őrzője")

## Neves szejádók listája
- Szejádó Ú Tédzsanija
- Lédi Szejádó
- Mingun Szejádó
- Mahászí Szejádó Ú Szóbhana
- Vébu Szejádó
- Mogok Szejádó Ú Vimala
- Cshenmjé Szejádó Ú Dzsanakábhivamsza
- Mahá Bódhi Tahtang Szejádó
- Szejádó Ú Pandita

## Külső hivatkozások
- Buddhista koncepciók - Mi az a szejádó?
- a legtiszteletreméltóbb Szejádó Ú Vicsittaszárábhivamsza (1911–1992)
- Tiszteletreméltó Lédi Szejádó
- Tiszteletreméltó Mahászí Szejádó Archiválva 2021. március 5-i dátummal a Wayback Machine-ben
- Pa-Auk Szejádó beszédei - hang és könyv
- Tiszteletreméltó Szejádó Ú Szandardhika?
- Szejádó Ú Dzsótika tanbeszédei